# 栾文胜
栾文胜（1970年—），中国作家、编剧，笔名“铸剑”，毕业于北京广播学院（现中国传媒大学）。

## 出版和获奖
- 《苍茫大地》，2017年7月 作家出版社 书号 ISBN：9787506394734 （中文（中国大陆））[1]
- 《沉默的马》，2017年6月 作家出版社 书号 ISBN：9787506392488  （中文（中国大陆））[2][3]
- 《合法婚姻》，2004年3月1日  万卷出版公司  书号  ISBN：9787806016237   （中文（中国大陆））
- 《黑耳朵》，收入中篇小说集《王小波门下走狗第四波》  2006年1月1日  知识出版社 ISBN 9787501545544, 7501545545  （中文（中国大陆））
- 《合法婚姻》，2010年6月1日  武汉出版社  ISBN：9787543049345  （中文（中国大陆））
- 《父亲的秘密》，2011年11月1日  湖南文艺出版社  ISBN：9787540451127    （中文（中国大陆））
- 《合法婚姻》，在2004年1月5日举行的首届“新浪·万卷杯中国原创文学大赛”上，获得全场大奖。
- 《黑耳朵》，获得首届“新浪·万卷杯中国原创文学大赛”最佳中篇小说奖。

## 影视及改编
由范伟、张歆艺、王雅捷等主演的都市情感剧《先结婚后恋爱》，2012年起在北京文艺频道、中国教育电视台、吉林卫视、河北卫视、山东卫视等播出。该剧改编自小说《合法婚姻》。